# 2012-es férfi kézilabda-Európa-bajnokság (selejtező)
A 2012-es férfi kézilabda-Európa-bajnokság selejtező mérkőzéseit 2010 októberétől 2011 júniusáig játszották le. A selejtező első szakaszában 12, a második szakaszában 28 válogatott vett részt. Az Európa-bajnokság házigazdája, Szerbia, és az előző Eb címvédője, Franciaország nem vett részt a selejtezőkben.

## Színmagyarázat
| Színmagyarázat | Színmagyarázat             |
| -------------- | -------------------------- |
|                | Továbbjutott a csoportból. |
|                | Kiesett a csoportból.      |

## 1. selejtezőkör
Az 1. selejtezőkörben rendezett mérkőzéseket 2010. június 10-étől, június 13-áig bonyolították le, csoportonként egy helyszínen. Az A csoport válogatottjai Londonban, a B csoportban szereplők Tbilisziben, a C csoport tagjai pedig Luxembourgban játszották le mérkőzéseiket. A három csoportgyőztes jutott tovább a selejtező 2. szakaszába.

### 1. csoport
| Csapat             | M | Gy | D | V | Lg  | Kg | Gk  | P |
| ------------------ | - | -- | - | - | --- | -- | --- | - |
| Észtország         | 3 | 3  | 0 | 0 | 100 | 72 | +28 | 6 |
| Ciprus             | 3 | 1  | 1 | 1 | 81  | 79 | +2  | 3 |
| Egyesült Királyság | 3 | 1  | 0 | 2 | 75  | 91 | –16 | 2 |
| Bulgária           | 3 | 0  | 1 | 2 | 79  | 93 | –14 | 1 |

### 2. csoport
| Csapat      | M | Gy | D | V | Lg | Kg | Gk  | P |
| ----------- | - | -- | - | - | -- | -- | --- | - |
| Lettország  | 3 | 2  | 0 | 1 | 82 | 79 | +3  | 4 |
| Finnország  | 3 | 2  | 0 | 1 | 86 | 80 | +6  | 4 |
| Olaszország | 3 | 2  | 0 | 1 | 97 | 95 | +2  | 4 |
| Grúzia      | 3 | 0  | 0 | 3 | 79 | 93 | –14 | 0 |

### 3. csoport
| Csapat      | M | Gy | D | V | Lg  | Kg | Gk  | P |
| ----------- | - | -- | - | - | --- | -- | --- | - |
| Izrael      | 3 | 3  | 0 | 0 | 100 | 80 | +20 | 6 |
| Törökország | 3 | 2  | 0 | 1 | 88  | 86 | +2  | 4 |
| Belgium     | 3 | 1  | 0 | 2 | 89  | 96 | –7  | 2 |
| Luxemburg   | 3 | 0  | 0 | 3 | 75  | 90 | –15 | 0 |

## 2. selejtezőkör

### Sorsolás
A sorsolásra április 12-én került sor, Belgrádban. Az egy kalapban szereplő csapatok, a selejtező során nem találkozhattak egymással.
| 1. kalap                                                                      | 2. kalap                                                                  | 3. kalap                                                                           | 4. kalap                                                           |
| ----------------------------------------------------------------------------- | ------------------------------------------------------------------------- | ---------------------------------------------------------------------------------- | ------------------------------------------------------------------ |
| Horvátország Dánia Lengyelország Németország Norvégia Svédország Magyarország | Spanyolország Izland Csehország Szlovénia Oroszország Szlovákia Macedónia | Ausztria Montenegró Fehéroroszország Ukrajna Románia Bosznia-Hercegovina Hollandia | Portugália Svájc Görögország Litvánia Észtország Lettország Izrael |

### 1. csoport
| Csapat              | M | Gy | D | V | Lg  | Kg  | Gk  | P  |
| ------------------- | - | -- | - | - | --- | --- | --- | -- |
| Magyarország        | 6 | 6  | 0 | 0 | 171 | 130 | +41 | 12 |
| Macedónia           | 6 | 3  | 1 | 2 | 162 | 155 | +7  | 7  |
| Észtország          | 6 | 2  | 0 | 4 | 154 | 177 | –23 | 4  |
| Bosznia-Hercegovina | 6 | 0  | 1 | 5 | 134 | 159 | –25 | 1  |

|                     | Magyarország | Macedónia | Bosznia-Hercegovina | Észtország |
| ------------------- | ------------ | --------- | ------------------- | ---------- |
| Magyarország        |              | 29–26     | 26–17               | 34–27      |
| Macedónia           | 22–29        |           | 25–19               | 30–25      |
| Bosznia-Hercegovina | 19–22        | 28–28     |                     | 21–23      |
| Észtország          | 19–31        | 25–31     | 35–30               |            |

### 2. csoport
| Csapat        | M | Gy | D | V | Lg  | Kg  | Gk  | P  |
| ------------- | - | -- | - | - | --- | --- | --- | -- |
| Horvátország  | 6 | 6  | 0 | 0 | 168 | 137 | +31 | 12 |
| Spanyolország | 6 | 4  | 0 | 2 | 174 | 125 | +49 | 8  |
| Litvánia      | 6 | 2  | 0 | 4 | 129 | 161 | –32 | 4  |
| Románia       | 6 | 0  | 0 | 6 | 138 | 186 | –48 | 0  |

|               | Horvátország | Spanyolország | Románia | Litvánia |
| ------------- | ------------ | ------------- | ------- | -------- |
| Horvátország  |              | 23–21         | 34–22   | 34–26    |
| Spanyolország | 24–26        |               | 36–23   | 33–17    |
| Románia       | 25–30        | 20–35         |         | 25–27    |
| Litvánia      | 19–21        | 16–25         | 24–23   |          |

### 3. csoport
| Csapat        | M | Gy | D | V | Lg  | Kg  | Gk  | P |
| ------------- | - | -- | - | - | --- | --- | --- | - |
| Lengyelország | 6 | 4  | 1 | 1 | 172 | 147 | +25 | 9 |
| Szlovénia     | 6 | 4  | 0 | 2 | 194 | 179 | +15 | 8 |
| Portugália    | 6 | 2  | 1 | 3 | 164 | 165 | –1  | 5 |
| Ukrajna       | 6 | 1  | 0 | 5 | 143 | 182 | –39 | 2 |

|               | Lengyelország | Szlovénia | Ukrajna | Portugália |
| ------------- | ------------- | --------- | ------- | ---------- |
| Lengyelország |               | 32–27     | 23–15   | 30–22      |
| Szlovénia     | 30–28         |           | 43–32   | 34–31      |
| Ukrajna       | 26–32         | 25–31     |         | 29–25      |
| Portugália    | 27–27         | 31–29     | 28–16   |            |

### 4. csoport
| Csapat     | M | Gy | D | V | Lg  | Kg  | Gk  | P  |
| ---------- | - | -- | - | - | --- | --- | --- | -- |
| Svédország | 6 | 5  | 0 | 1 | 176 | 144 | +32 | 10 |
| Szlovákia  | 6 | 5  | 0 | 1 | 184 | 144 | +40 | 10 |
| Montenegró | 6 | 1  | 0 | 5 | 161 | 196 | –35 | 2  |
| Izrael     | 6 | 1  | 0 | 5 | 152 | 189 | –37 | 2  |

|            | Svédország | Szlovákia | Montenegró | Izrael |
| ---------- | ---------- | --------- | ---------- | ------ |
| Svédország |            | 26–21     | 30–27      | 28–17  |
| Szlovákia  | 23–21      |           | 36–21      | 38–24  |
| Montenegró | 28–39      | 25–35     |            | 36–27  |
| Izrael     | 28–32      | 27–31     | 29–24      |        |

### 5. csoport
| Csapat      | M | Gy | D | V | Lg  | Kg  | Gk  | P |
| ----------- | - | -- | - | - | --- | --- | --- | - |
| Németország | 6 | 4  | 1 | 1 | 192 | 150 | +42 | 9 |
| Izland      | 6 | 4  | 0 | 2 | 188 | 178 | +10 | 8 |
| Ausztria    | 6 | 3  | 1 | 2 | 165 | 170 | –5  | 7 |
| Lettország  | 6 | 0  | 0 | 6 | 140 | 187 | –47 | 0 |

|             | Németország | Izland | Ausztria | Lettország |
| ----------- | ----------- | ------ | -------- | ---------- |
| Németország |             | 39–28  | 26–26    | 32–22      |
| Izland      | 36–31       |        | 44–29    | 28–26      |
| Ausztria    | 20–28       | 28–23  |          | 34–24      |
| Lettország  | 18–36       | 25–29  | 25–28    |            |

### 6. csoport
| Csapat      | M | Gy | D | V | Lg  | Kg  | Gk  | P  |
| ----------- | - | -- | - | - | --- | --- | --- | -- |
| Norvégia    | 6 | 5  | 0 | 1 | 184 | 152 | +32 | 10 |
| Csehország  | 6 | 4  | 0 | 2 | 178 | 147 | +31 | 8  |
| Görögország | 6 | 2  | 1 | 3 | 156 | 172 | –16 | 5  |
| Hollandia   | 6 | 0  | 1 | 5 | 155 | 202 | –47 | 1  |

|             | Norvégia | Csehország | Hollandia | Görögország |
| ----------- | -------- | ---------- | --------- | ----------- |
| Norvégia    |          | 24–22      | 35–30     | 31–25       |
| Csehország  | 29–26    |            | 38–26     | 32–20       |
| Hollandia   | 21–36    | 25–33      |           | 30–30       |
| Görögország | 25–32    | 26–24      | 30–23     |             |

### 7. csoport
| Csapat           | M | Gy | D | V | Lg  | Kg  | Gk  | P  |
| ---------------- | - | -- | - | - | --- | --- | --- | -- |
| Dánia            | 6 | 5  | 0 | 1 | 207 | 176 | +31 | 10 |
| Oroszország      | 6 | 5  | 0 | 1 | 202 | 185 | +17 | 10 |
| Fehéroroszország | 6 | 2  | 0 | 4 | 181 | 203 | –22 | 4  |
| Svájc            | 6 | 0  | 0 | 6 | 172 | 198 | –26 | 0  |

|                  | Dánia | Oroszország | Fehéroroszország | Svájc |
| ---------------- | ----- | ----------- | ---------------- | ----- |
| Dánia            |       | 36–29       | 41–33            | 34–29 |
| Oroszország      | 31–27 |             | 35–27            | 36–34 |
| Fehéroroszország | 29–33 | 32–39       |                  | 26–24 |
| Svájc            | 25–36 | 29–32       | 31–34            |       |

## Kijutott csapatok
| Ország        | Kvalifikáció joga   | Kvalifikáció ideje   |
| ------------- | ------------------- | -------------------- |
| Szerbia       | Házigazda           | 2008. szeptember 27. |
| Franciaország | Címvédő             | 2010. január 31.     |
| Magyarország  | 1. csoport győztese | 2011. március 13.    |
| Horvátország  | 2. csoport győztese | 2011. március 13.    |
| Svédország    | 4. csoport győztese | 2011. június 8.      |
| Dánia         | 7. csoport győztese | 2011. június 8.      |
| Oroszország   | 7. csoport második  | 2011. június 8.      |
| Norvégia      | 6. csoport győztese | 2011. június 8.      |
| Németország   | 5. csoport győztese | 2011. június 8.      |
| Szlovákia     | 4. csoport második  | 2011. június 9.      |
| Spanyolország | 2. csoport második  | 2011. június 9.      |
| Csehország    | 6. csoport második  | 2011. június 11.     |
| Macedónia     | 1. csoport második  | 2011. június 12.     |
| Lengyelország | 3. csoport győztese | 2011. június 12.     |
| Szlovénia     | 3. csoport második  | 2011. június 12.     |
| Izland        | 5. csoport második  | 2011. június 12.     |

## Külső hivatkozások
- Hivatalos weboldal (angolul)